# تفجيرات باكستان 13 يوليو 2018
في 13 يوليو 2018 وقبيل الانتخابات العامة في باكستان المقرر إجراؤها في 25 يوليو، وقع تفجيران في تجمعات انتخابية في بانو وماستونج. وقع التفجير الأول، بقنبلة مخبأة في دراجة نارية، على بعد 50 مترًا من التجمع الانتخابي لأكرم خان دوراني، رئيس وزراء إقليم خيبر بختونخوا. وأدى لمقتل 5 أشخاص. التفجير الثاني في ماستونج أودى بحياة 149 شخصًا ويعد من بين أكثر الأعمال الإرهابية دموية في تاريخ البلاد. كان من بين القتلى سيراج رئيساني، مرشح حزب بلوشتان عوامي لعضوية مجلس إقليم بلوشستان. وأعلن تنظيم الدولة الإسلامية (داعش) مسؤوليته عن التفجير.

## استشهادات
1. ↑  "ارتفاع عدد ضحايا هجوم باكستان إلى 128 قتيلًا وداعش يتبنى". أخبار الآن. 13 أغسطس 2018. مؤرشف من الأصل في 2019-12-15. اطلع عليه بتاريخ 2018-08-17.
2. ↑  "ارتفاع قتلى هجوم على تجمع انتخابي في باكستان إلى 149". رويترز العربية. 16 يوليو 2018. مؤرشف من الأصل في 2019-04-12. اطلع عليه بتاريخ 2018-07-17.
3. ↑  ""داعش" يعلن مسؤوليته عن تفجير باكستان". سبوتنك. 13 يوليو 2018. مؤرشف من الأصل في 2018-10-30. اطلع عليه بتاريخ 2018-07-17.